# شصت و سومین مراسم گلدن گلوب
۶۳مین مراسم گلدن گلوب سال ۲۰۰۵، در ۱۶ ژانویه ۲۰۰۶ در هتل بورلی هیلتون، در لس آنجلس، کالیفرنیا برگزار شد.
موفق‌ترین فیلم این دوره کوهستان بروکبک به کارگردانی انگ لی بود. این فیلم در هفت قسمت کاندیدای گلدن گلوب شده بود که توانست در چهار بخش بهترین فیلم، بهترین کارگردانی، بهترین فیلم‌نامه و بهترین موسیقی برنده گوی زرین شود. بعد از کوهستان بروکبک فیلم سر به راه باش توانست سه گوی زرین برنده شود.

## نامزدی‌ها و جوایز
| بهترین فیلم | بهترین فیلم |
| درام | موزیکال یا کمدی |
| --- | --- |
| - - کوهستان بروکبک - سابقه خشونت - باغبان وفادار - شب به خیر و موفق باشید. - امتیاز نهایی | - - سر به راه باش - خانم هندرسون تقدیم می‌کند - غرور و تعصب - تولید - ماهی مرکب و نهنگ |
| بهترین اجرای فیلم - درام | |
| بهترین بازیگر مرد | بهترین بازیگر زن |

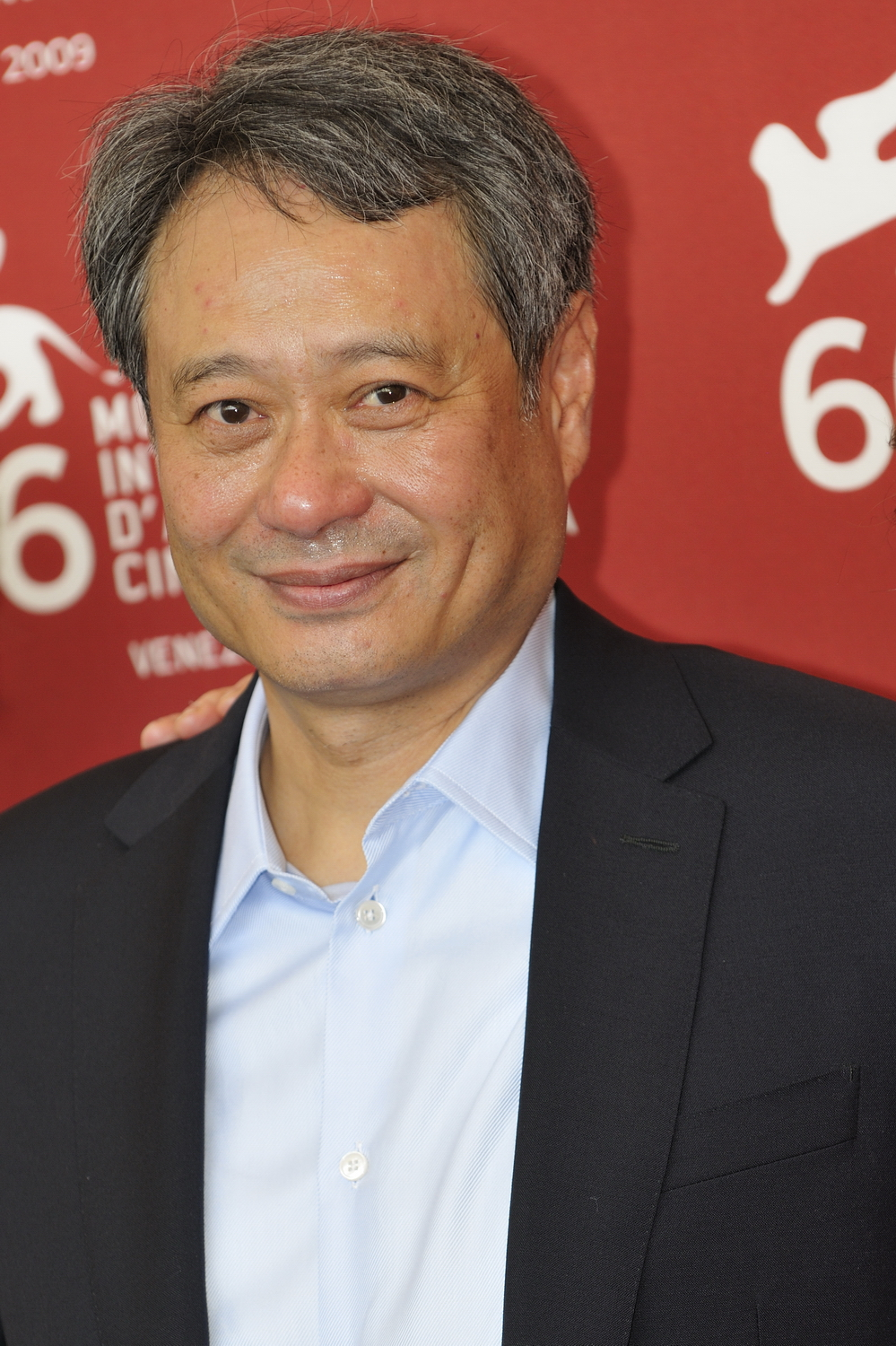
انگ لی، برنده بهترین کارگردان

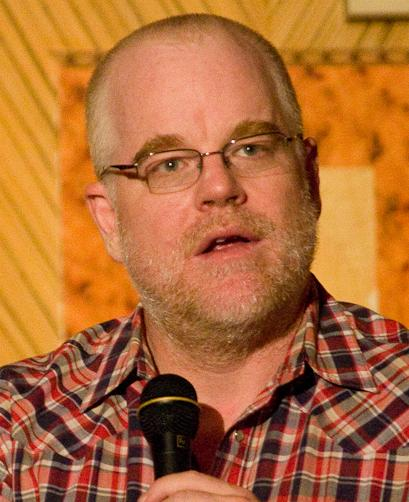
فیلیپ سیمور هافمن، برنده بهترین بازیگر مرد فیلم درام

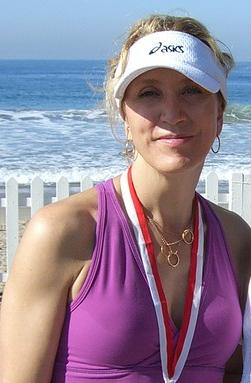
فلیسیتی هافمن، برنده بهترین بازیگر زن فیلم درام

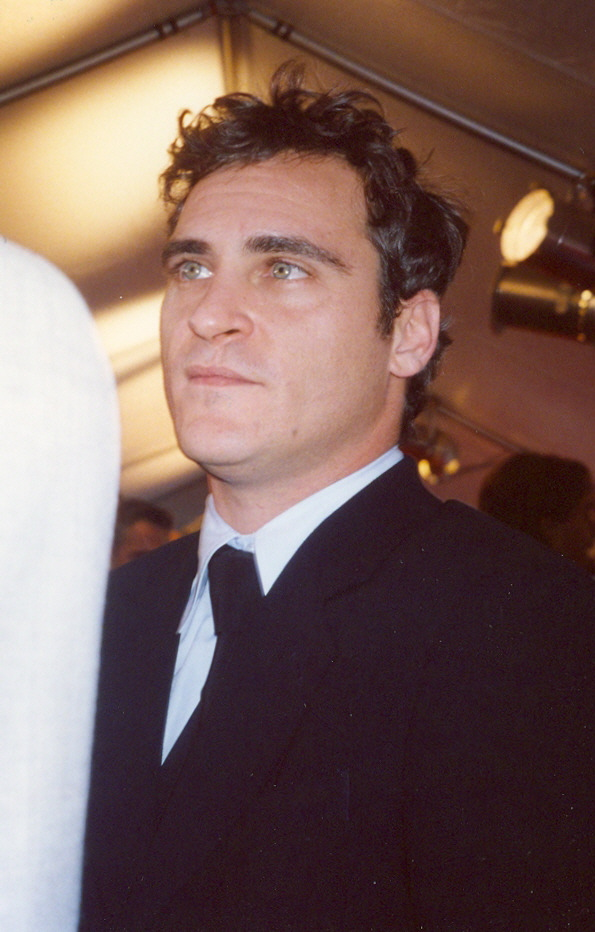
واکین فینیکس، برنده بهترین بازیگر مرد فیلم کمدی یا موزیکال

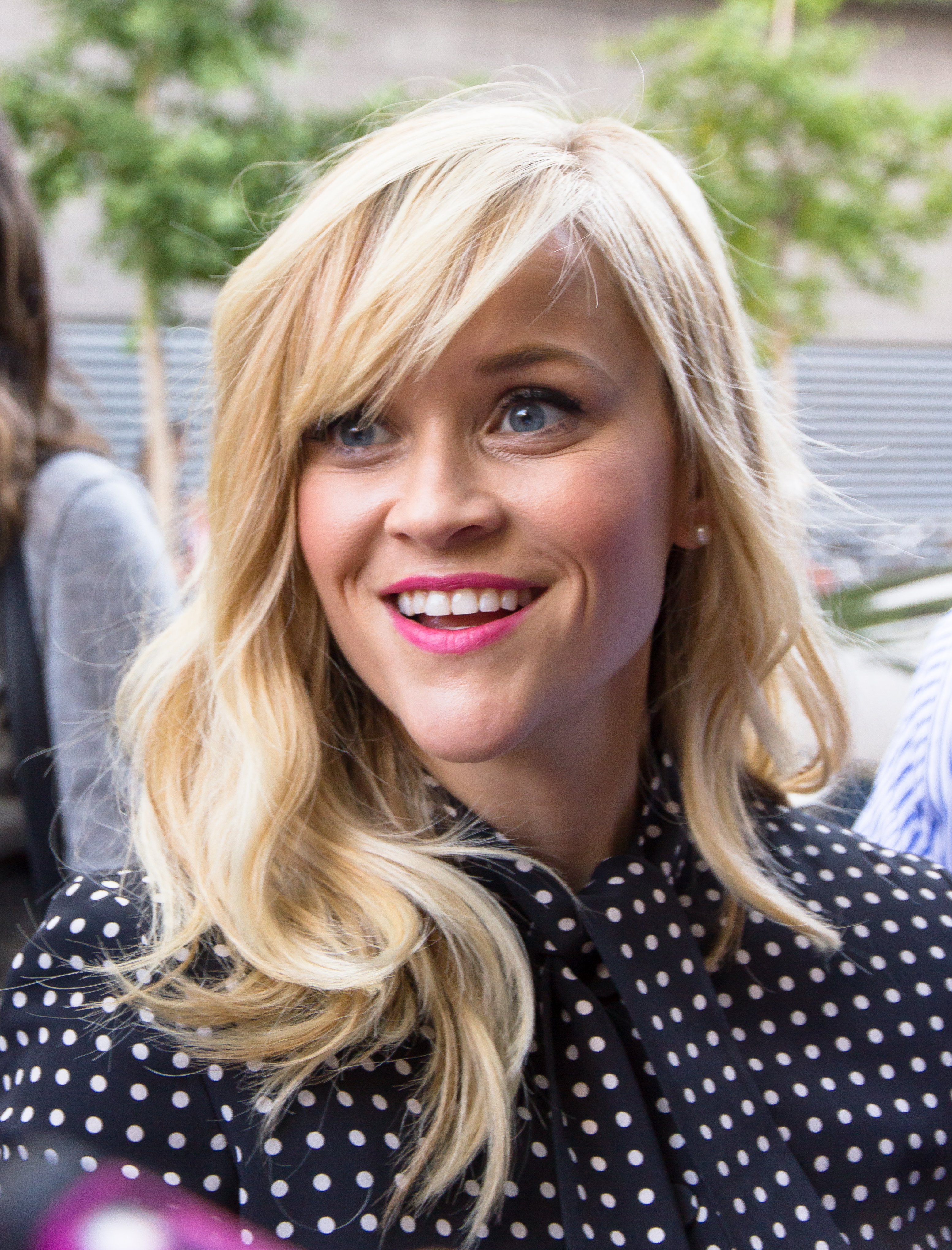
ریس ویترسپون، برنده بهترین بازیگر زن فیلم کمدی یا موزیکال

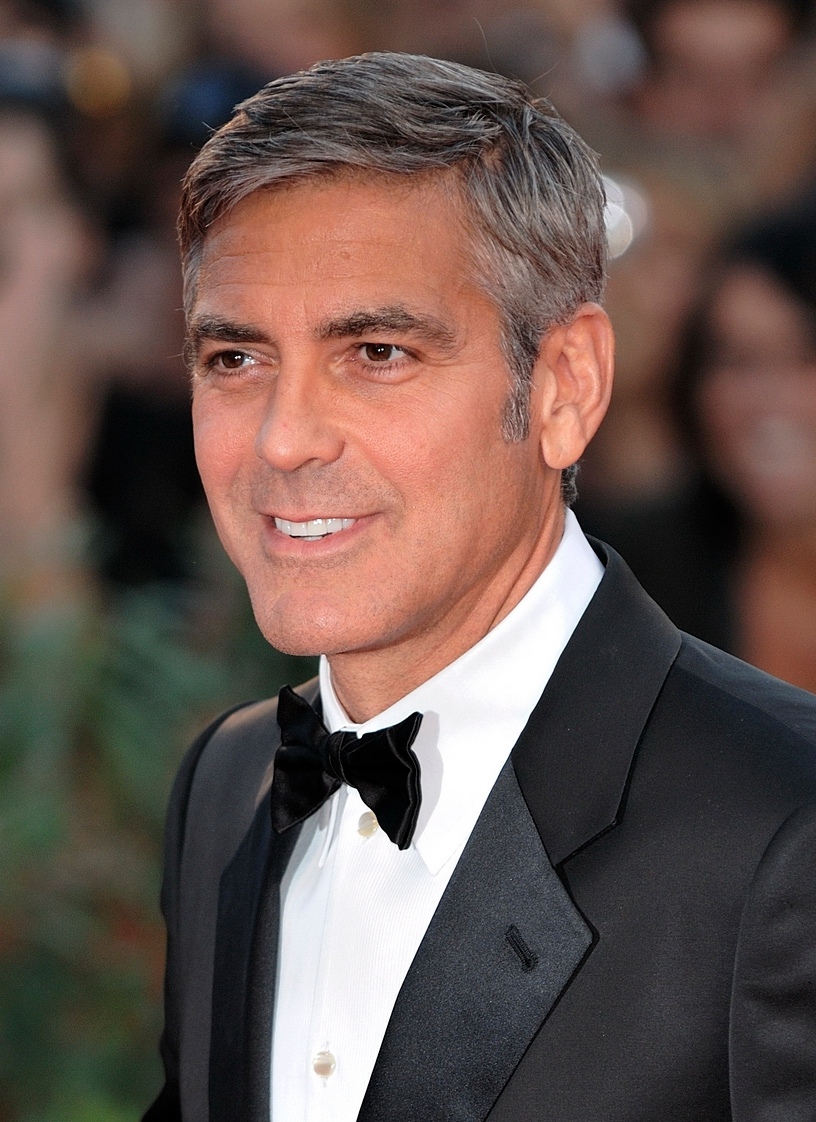
جرج کلونی، برنده بهترین بازیگر مکمل مرد فیلم درام

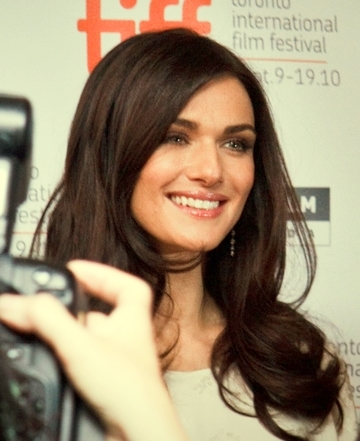
ریچل وایس، برنده بهترین بازیگر مکمل زن فیلم درام

| - - فیلیپ سیمور هافمن برای فیلم کاپوتی - راسل کرو برای فیلم مرد سیندرلایی - ترنس هاوارد برای فیلم فشار و جریان - هیت لجر برای فیلم کوهستان بروکبک - دیوید استراترن برای فیلم شب به خیر و موفق باشید.                                                         | - - فلیسیتی هافمن برای فیلم ترنس‌آمریکا - ماریا بیلو برای فیلم سابقه خشونت - گوئینت پالترو برای فیلم برهان - شارلیز ترون برای فیلم سرزمین شمالی - جانگ تسییی برای فیلم خاطرات یک گیشا                      |
| بهترین اجرای فیلم - موزیکال یا کمدی | |
| بهترین بازیگر مرد | بهترین بازیگر زن |
| - - واکین فینیکس برای سر به راه باش - جف دانیلز برای فیلم ماهی مرکب و نهنگ - جانی دپ برای فیلم چارلی و کارخانه شکلات‌سازی - ناتان لین برای فیلم تولید - کیلین مورفی برای فیلم صبحانه در پلوتون - پیرس برازنان برای فیلم نرم                                   | - - ریس ویترسپون برای فیلم سر به راه باش - جودی دنچ برای فیلمخانم هندرسون تقدیم می‌کند - کیرا نایتلی برای فیلم غرور و تعصب - لورا لینی برای فیلم ماهی مرکب و نهنگ - سارا جسیکا پارکر برای فیلم خانواده سنگ |
| بهترین اجرای برای نقش مکمل در فیلم- درام، موزیکال یا کمدی | |
| بهترین بازیگر نقش مکمل مرد | بهترین بازیگر نقش مکمل زن |
| - - جرج کلونی برای فیلم سیریانا - مت دیلون برای فیلمتصادف - ویل فرل برای فیلم تولید - پل جیاماتی برای فیلم مرد سیندرلایی - باب هاسکینز برای فیلم خانم هندرسون تقدیم می‌کند                                                                                    | - - ریچل وایس برای فیلم باغبان وفادار - برای فیلم امتیاز نهایی - شرلی مک‌لین برای فیلم در کفش او - فرانسیس مک‌دورمند برای فیلم سرزمین شمالی - میشل ویلیامز برای فیلم کوهستان بروکبک                         |
| بهترین کارگردانی | بهترین فیلمنامه |
| - - انگ لی برای کارگردانی کوهستان بروکبک - وودی آلن برای کارگردانی امتیاز نهایی - جرج کلونی برای کارگردانی شب به خیر و موفق باشید. - پیتر جکسون برای کارگردانی کینگ کونگ - فرناندو میرلس برای کارگردانی باغبان وفادار - استیون اسپیلبرگ برای کارگردانی مونیخ | - - کوهستان بروکبک - امتیاز نهایی - شب به خیر و موفق باشید. - تصادف - مونیخ |

### فیلم‌هایی با چندین نامزدی
۱۹ فیلم زیر به ترتیب بیشترین نامزد رو ازآن خود کرده‌اند:
| نامزدی‌ها | فیلم                             |
| -------- | -------------------------------- |
| 7        | کوهستان بروکبک                   |
| ۴        | شب به خیر و موفق باشید.          |
| ۴        | امتیاز نهایی                     |
| ۴        | تولید                            |
| ۳        | باغبان وفادار                    |
| ۳        | خانم هندرسون تقدیم می‌کند         |
| ۳        | سر به راه باش                    |
| ۳        | ماهی مرکب و نهنگ                 |
| ۲        | سابقه خشونت                      |
| ۲        | سرگذشت نارنیا: شیر، کمد و جادوگر |
| ۲        | مرد سیندرلایی                    |
| ۲        | تصادف                            |
| ۲        | کینگ کونگ                        |
| ۲        | خاطرات یک گیشا                   |
| ۲        | مونیخ                            |
| ۲        | سرزمین شمالی                     |
| ۲        | غرور و تعصب                      |
| ۲        | سیریانا                          |
| ۲        | ترنس‌آمریکا                       |

### فیلم‌هایی با چند جایزه
کوهستان بروکبک ۴ گوی زرین
- سر به راه باش ۳ گوی زرین

## بهترین سریال تلویزیونی
| بهترین سریال                                                  | بهترین سریال                                                                                    |
| جایزه گلدن گلوب بهترین سریال تلویزیونی                        | جایزه گلدن گلوب بهترین سریال موزیکال یا کمدی                                                    |
| ------------------------------------------------------------- | ----------------------------------------------------------------------------------------------- |
| - - لاست - فرمانده کل قوا - آناتومی گری - فرار از زندان - روم | - - کدبانوهای وامانده - زیاد ذوق‌زده نشو - دارودسته - همه از کریس متنفرند - نام من ارل است - علف |

## برندگان گوی زرین مرد و زن سریال تلویزیونی

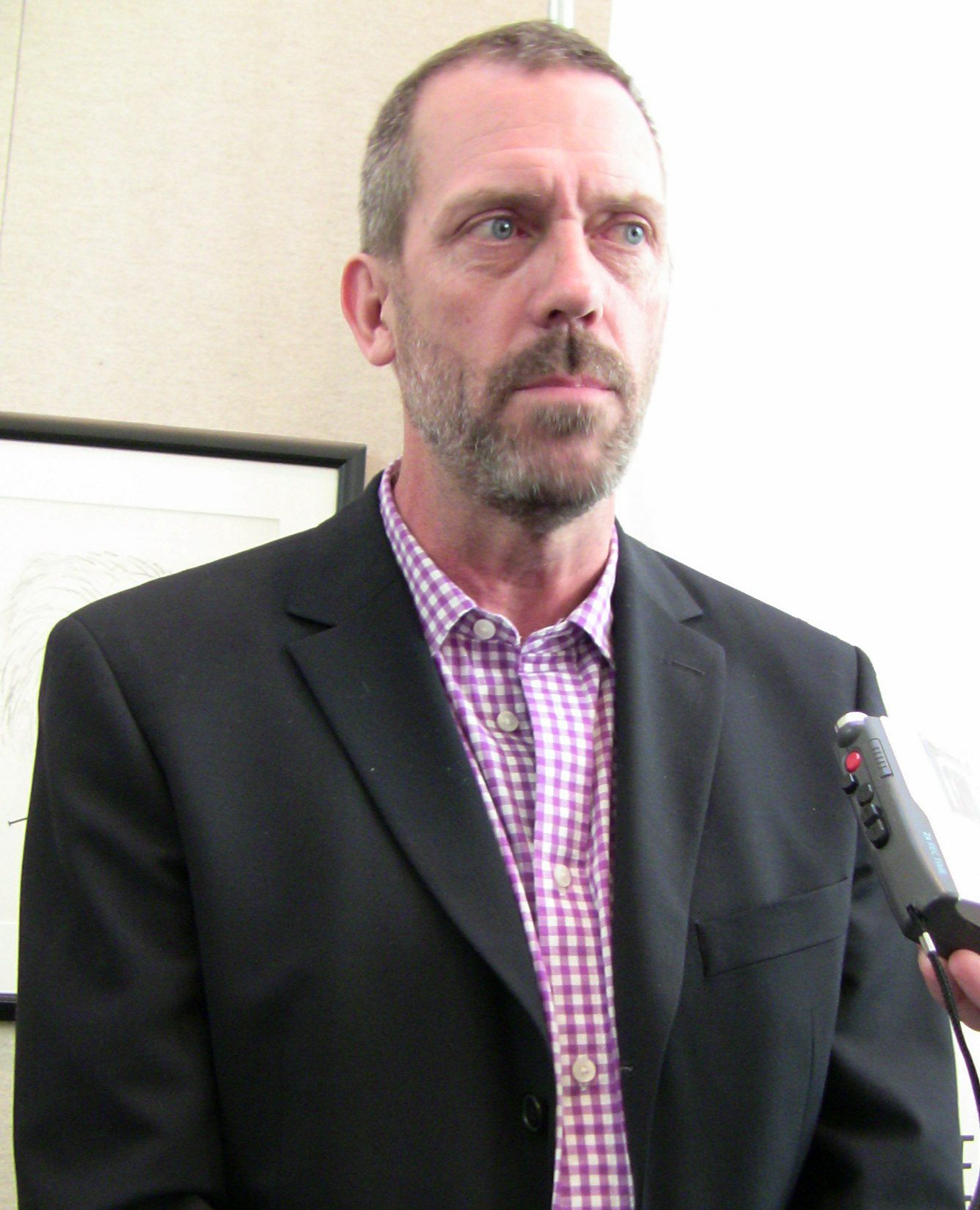
هیو لوری، برنده بهترین بازیگر نقش اول مرد در یک سریال تلویزیونی - درام
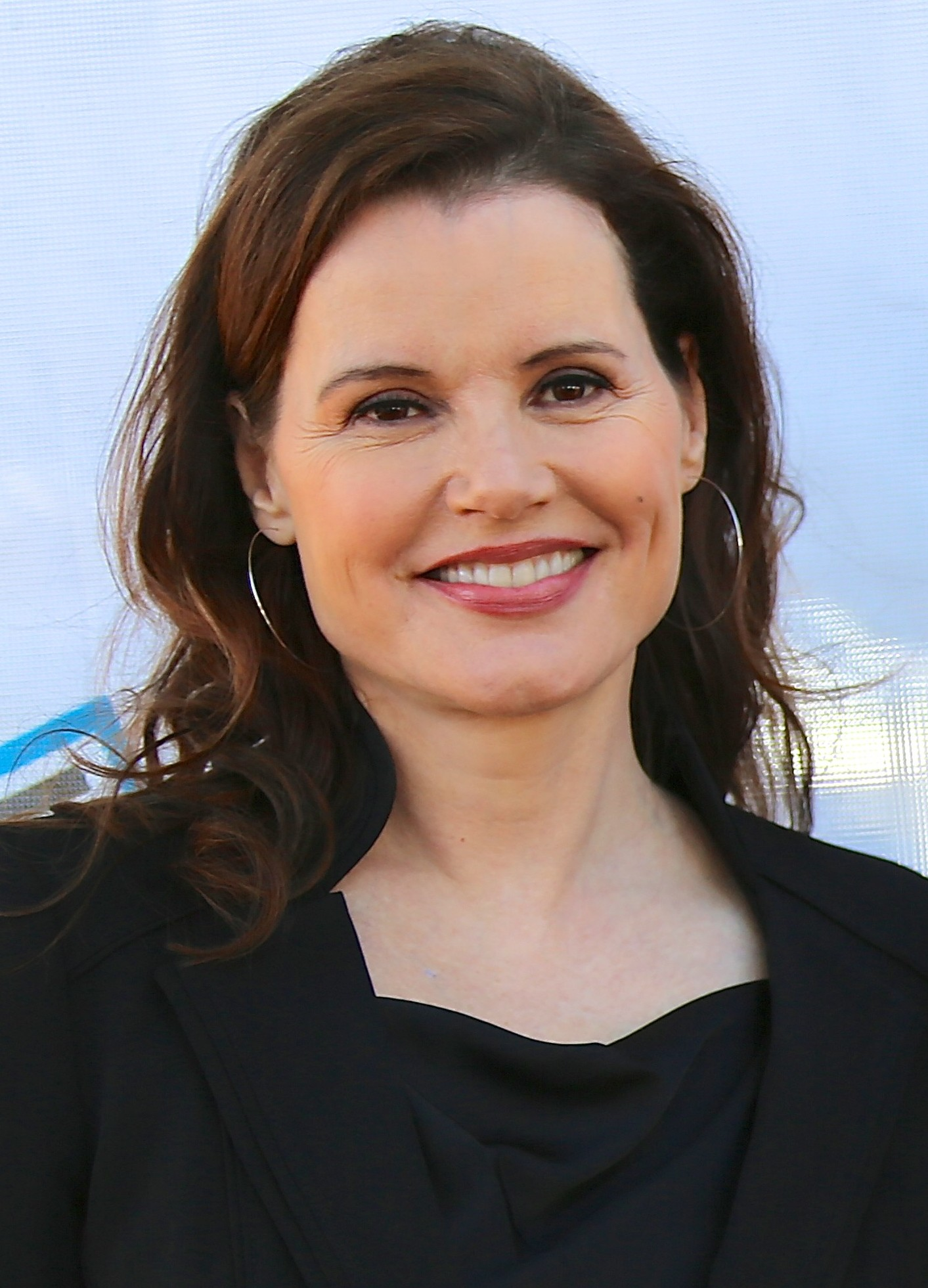
جینا دیویس، برنده بهترین بازیگر نقش اول زن در یک سریال تلویزیونی - درام
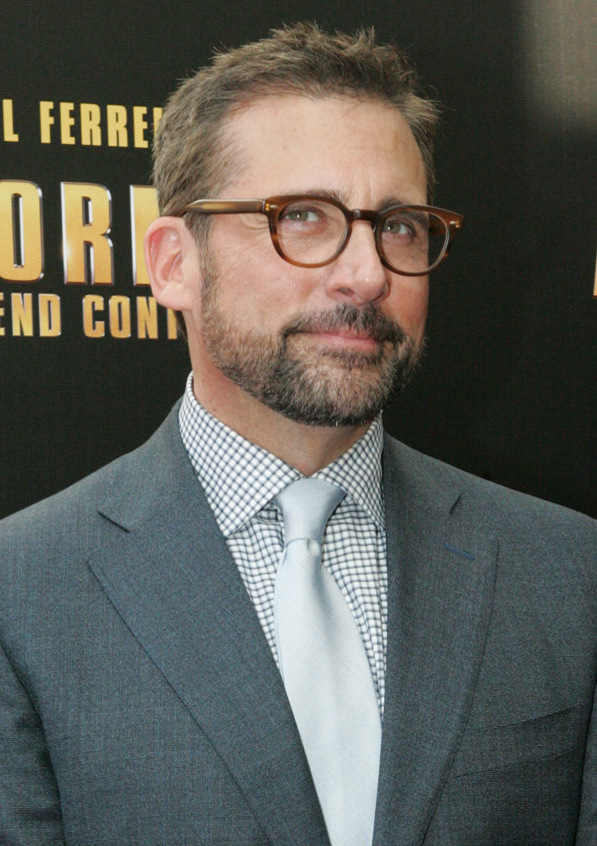
استیو کارل، برنده بهترین بازیگر نقش اول مرد در یک سریال تلویزیونی - موزیکال یا کمدی
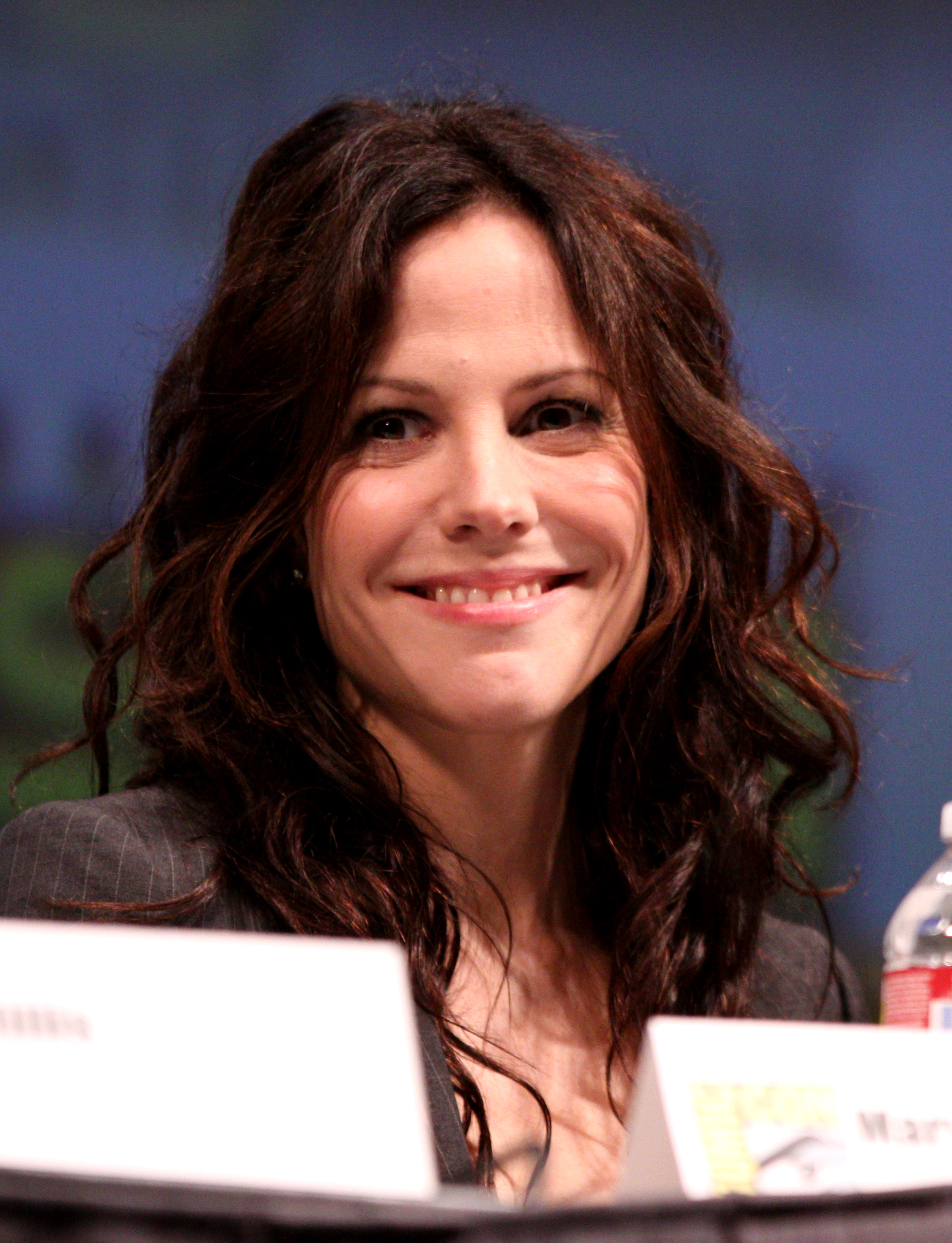
مری-لوئیز پارکربرنده بهترین بازیگر نقش اول زن در یک سریال تلویزیونی - کمدی یا موزیکال

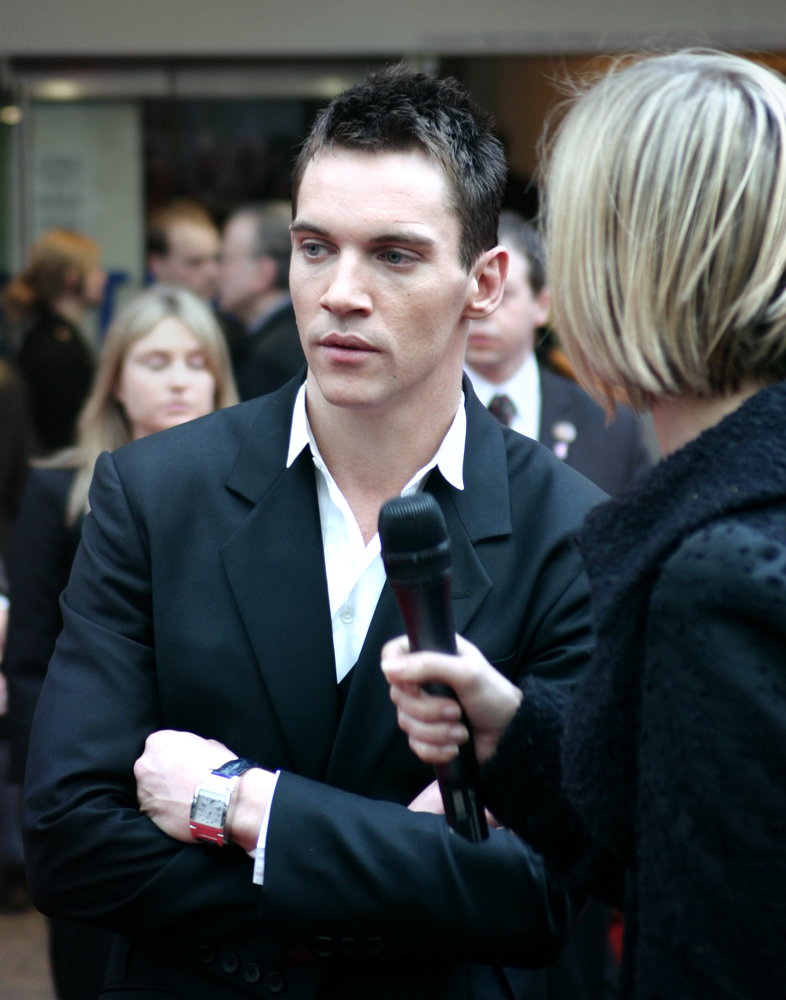
جاناتان ریس میرز، برنده بهترین بازیگر نقش اول مرد در یک مینی سریال یا فیلم ساخته شده برای تلویزیون
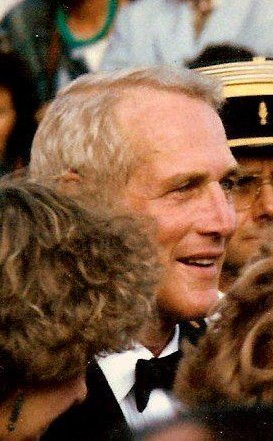
پل نیومن، برنده بهترین بازیگر مرد در نقش مکمل در یک ، مینی سریال یا فیلم ساخته شده برای تلویزیون
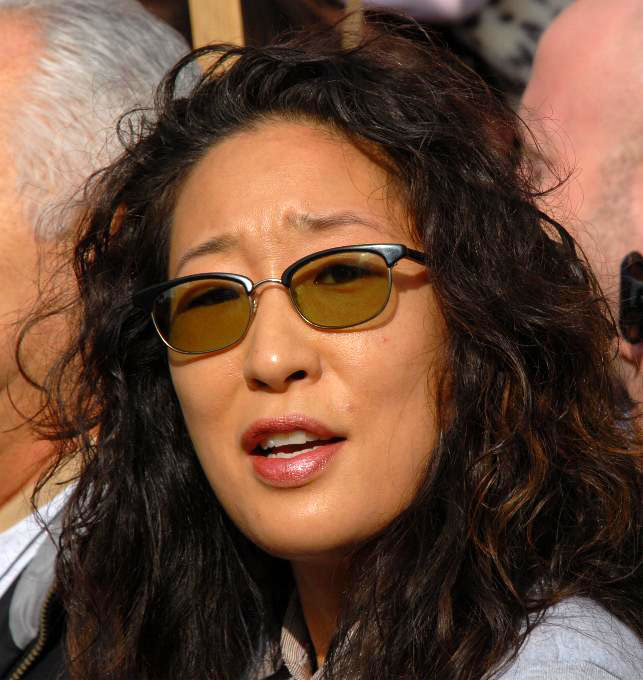
ساندرا اوه، برنده بهترین بازیگر زن در نقش مکمل در یک ، مینی سریال یا فیلم ساخته شده برای تلویزیون